# Walter Thiel (Ingenieur)
Walter Thiel (* 3. März 1910 in Breslau; † 18. August 1943 in Karlshagen) war ein deutscher Chemiker und Raketeningenieur. Er war wesentlich für die Entwicklung der A4-Raketentriebwerke verantwortlich.

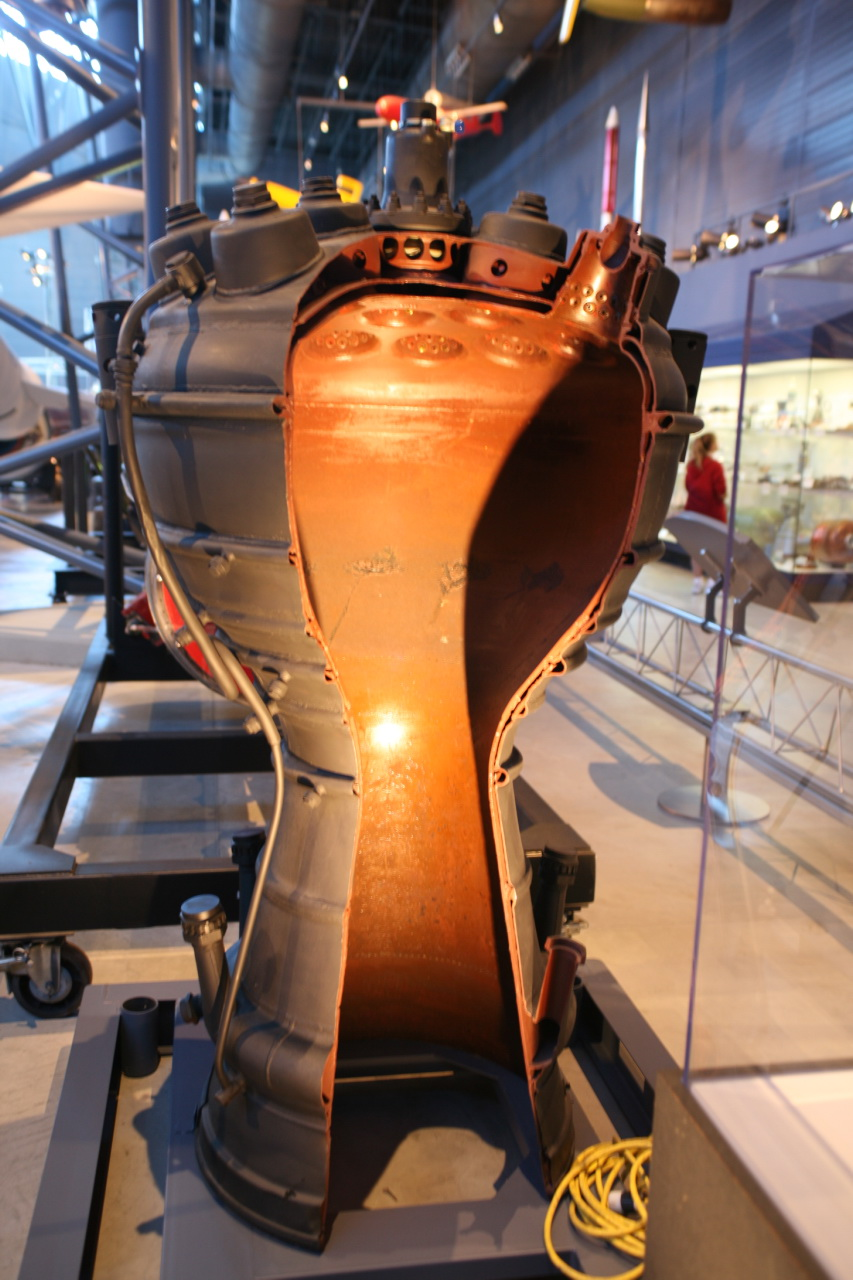
A4-Triebwerk von innen. Oben befinden sich die Triebwerkstöpfe

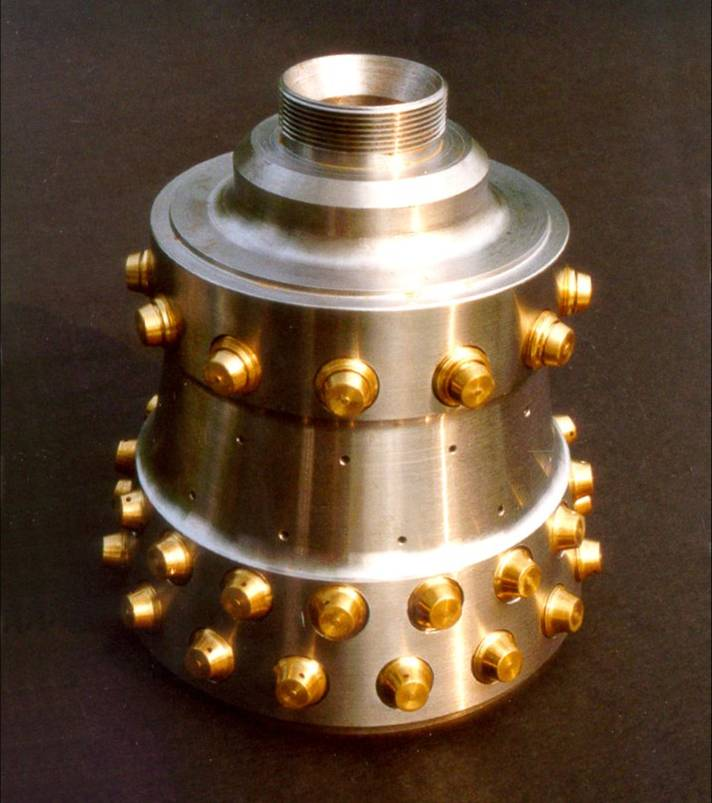
Triebwerks-Topf (einer von 18) mit Zerstäuberdüsen

## Leben
Walter Erich Oskar Thiel wurde als zweiter Sohn der Eheleute Oskar (Beruf: Postassistent) und Elsa Thiel (geb. Prinz) geboren. Schon früh war Thiels Begabung festzustellen. Nach der Grundschule erhielt er aufgrund einer Intelligenzprüfung einen Freiplatz in der Bender-Oberrealschule zu Breslau. Bereits nach drei Monaten konnte er in die Quinta (6. Klasse) übertreten und war bis zur Oberprima (13. Klasse) immer Primus.
Nachdem er 1929 das Abitur in allen Fächern mit „sehr gut“ bestanden hatte, studierte er an der Technischen Hochschule zu Breslau in der Fakultät für Stoffwirtschaft, Fachrichtung Chemie. Ab dem dritten Semester wurde ihm aufgrund überdurchschnittlicher Leistungen freies Studium gewährt.
Im Sommersemester 1931 bestand er die Diplom-Vorprüfung mit Auszeichnung. 1932 wurde Thiel als Mitglied in die Studienstiftung des Deutschen Volkes aufgenommen und legte im Wintersemester 1933 das Examen zum Diplom-Ingenieur (chem.) in allen sieben Fächern mit „sehr gut“ ab.
1934 promovierte Thiel an der Humboldt-Universität zu Berlin mit Summa cum laude „Über die Addition von Verbindungen mit stark polarer Kohlenstoff-Halogenbindung an ungesättigte Kohlenwasserstoffe“.
Das Heereswaffenamt rekrutierte ihn direkt von der Universität zur Raketengrundlagenforschung. Thiel wurde Nachfolger des tödlich verunglückten Kurt Wahmke, im Labor Erich Schumann. Wie Wahmke hatte auch Thiel bereits Kontakte zu Walter Dornberger und der Heeresversuchsanstalt Kummersdorf. Vermutlich hat diese Schumann initiiert. Wahrscheinlich hat Thiel auch 1934 schon mit Wernher von Braun zusammengearbeitet.
1936 musste er seine Militärzeit absolvieren und wurde als Funker in Magdeburg für zwei Monate einberufen.
Im Herbst 1936 warb Walter Dornberger Thiel an die Heeresversuchsstelle für die Entwicklung von Flüssigkeitsraketen in Kummersdorf bei Berlin ab. Er übertrug Thiel die Leitung der Triebwerksentwicklung für das 25-t-Triebwerk, eine große Herausforderung.
1937 zogen die ersten Wissenschaftler von Kummersdorf nach Peenemünde. Thiel blieb mit seinem Team in Kummersdorf, bevor er im Sommer 1940 als Leiter der Entwicklungsdirektion Triebwerk ebenfalls zur Heeresversuchsanstalt Peenemünde (Entwicklungswerk Ost) umziehen konnte. Thiel war Vertreter Wernher von Brauns im Entwicklungswerk. 1940 stieß Konrad Dannenberg zum Triebwerksteam von Thiel. Dannenberg arbeitete später in den USA weiter an den Triebwerken und später bei der NASA als stellvertretender Leiter des Entwicklungsprogramms der Saturn-V-Mondrakete.
1943 waren Thiel und mit ihm viele der Peenemünder Forscher nervlich am Ende. Überarbeitung, Erfolgsdruck und der Wandel vom Entwicklungs- zum Produktionsunternehmen belastete die Wissenschaftler. Thiel lehnte es ab, das Triebwerk der Rakete als tauglich für die Massenproduktion zu bezeichnen und unterstrich am 17. August 1943 seinen Protest mit einer mündlichen Kündigung. Er wollte sich als Thermodynamiker an einer Hochschule habilitieren. Dornberger nahm die Kündigung nicht an.
Mit der Operation Hydra griff die Royal Air Force in der darauf folgenden Nacht vom 17. auf den 18. August 1943 Peenemünde an. Thiel wurde zusammen mit seiner Ehefrau Martha, geborene Strohwald, Tochter Sigrid (* 14. März 1936) und Sohn Siegfried (* 5. September 1941) vor ihrem Haus in Karlshagen auf der Hindenburgstraße im Splittergraben von Fliegerbomben getötet. Die Familie Thiel ist auf dem Ehrenfriedhof Karlshagen beigesetzt.
Am 29. Oktober 1944 wurde Thiel posthum das Ritterkreuz mit Schwertern des Kriegsverdienstkreuzes verliehen.
Der Mondkrater Thiel ist nach ihm benannt.

## Forschungsergebnisse
Walter Thiel hat grundlegende und bahnbrechende Forschungsergebnisse für den Raketenantrieb geliefert.
Im August 1937 fasst Thiel alle bis dahin bekannte Regeln und Grundlagen in folgender Schrift zusammen: „Empirische und theoretische Grundlagen zur Neuberechnung von Öfen und Versuchsdaten“ (GD 634.190.8, FE 573, Deutsches Museum München, German Documents Archiv). Darin stellt Thiel erstmals die Gleichung auf, die ein Verhältnis von Brennkammervolumen (cm³) zu engstem Querschnitt (cm²) berechnet, heute als „charakteristische Brennkammerlänge“ L* (sprich: L Stern) bezeichnet.
Er ändert den Einspritzplatz im Ofen von seiner mittleren Position zu einer äußeren. Von dort dringt er durch Bohrungen in der Wand in den „Topf“ ein. Diese konstruktive Wandlung ist ein grundlegendes „Schlüsselereignis“ der chemodynamischen Ideen von Walter Thiel für anschließende Lösungen.
Die Vorteile von Bohrloch- und Kreiseldüsenbrennkammern sind auf der einen Seite eine kühlere Wandung und auf der anderen Seite die optimale Vermischung. Ein kegel- oder konusförmiger Kopf wird mit mehreren Reihen von Brennstoffdüseneinsätzen aus Messing bestückt, die nun auch der dünnen Wandung angepasst wurden. Die der Sonderdüse ähnliche, doch in der Baulänge und Gewicht radikal reduzierte „Kreiselkraft-Düse“, trat ihren Dienst an.
1938: Systematische Versuche der Thielschen Forschungsgruppe auf dem Kummersdorfer Prüfstand 5 mit einer 100 kg Schub abgebenden Brennkammer (auch gegen Unterdruck!) erbrachten als Ergebnis, dass ein Gesamtöffnungswinkel der Expansionsdüse von bis zu 30° noch keine Strahlablösung bewirkt. Ab sofort werden alle Brennkammern mit großem Erweiterungswinkel konstruiert, die damit durch Verkürzung der Düse erhebliche Erleichterungen der Kühlung sowie grundstürzende Material-, Gewichts- und Arbeitszeitersparnisse erbringen. Die in Peenemünde zu fertigenden 25-t-Öfen nach den Kummersdorfer Konstruktionsunterlagen würden damit nur noch eine Gesamtlänge von 1,6 m haben. Zum Vergleich: erste Varianten einer 20-t-Brennkammer lagen 1936 noch bei 4,2 m.
1939: Die Philosophie der Anordnung des optimierten Zerstäubungssystems ist reines Experimentieren mit diversen Lösungen. Auch für die Schwerpunktslage der Rakete ist es äußerst vorteilhaft, Brennkammern nicht in die Länge, sondern in die Breite zu bauen.
Ein 18-Topf Ofen entsteht: durch ein mittig im Kopf angeordnetes Hauptventil reduziert sich die Anzahl der Zerstäubersysteme auf 18, außerdem legt man diese Konstruktion als dreischalige Kopfkonstruktion aus, der zwei Kopfräume schafft: Im unteren Raum kühlt das Ethanol vom am Düsenmund liegenden Ringsammler kommend den Kopf, strömt hin zum Kopfzentrum, wo das Ventil liegt und strömt von dort in den darüber liegenden Raum zu den einzelnen „Töpfen“. Die kurz danach eingeführten Bohrungen für die Filmkühlung stabilisierten endgültig die Düse thermisch.
1941: Der Abschlussbericht des „25,4 t 18-Topf-Ofens“ wird von Thiel vorgelegt. Die Ausströmgeschwindigkeit liegt nun bei durchschnittlich 2.060 m/s bei 16 bar Innendruck. Der Ofenkopf aus einer Aluminiumlegierung wird vorerst noch auf die Stahldüse aufgeschraubt (Baureihe A).
1942: Die Brennkammer komplett aus Stahl ist fertig für die Serie (Baureihe B). Das zu diesem Zeitpunkt fixierte Zerstäubungssystem wird bis Kriegsende nicht mehr verändert und ist sogar später Vorbild für die Brennkammer RD-100 der „R-1“ der UdSSR, einem sowjetischen Nachbau der deutschen Rakete Aggregat 4.
3. Oktober 1942: Der erste erfolgreiche Start einer A4 in Peenemünde gelingt. Die Rakete erreicht eine Höhe von 84,5 km, eine Geschwindigkeit von 4.824 km/h (4-fache Schallgeschwindigkeit) und fliegt 190 km Richtung Zielort mit nur geringer Abweichung.